# Renny Harlin

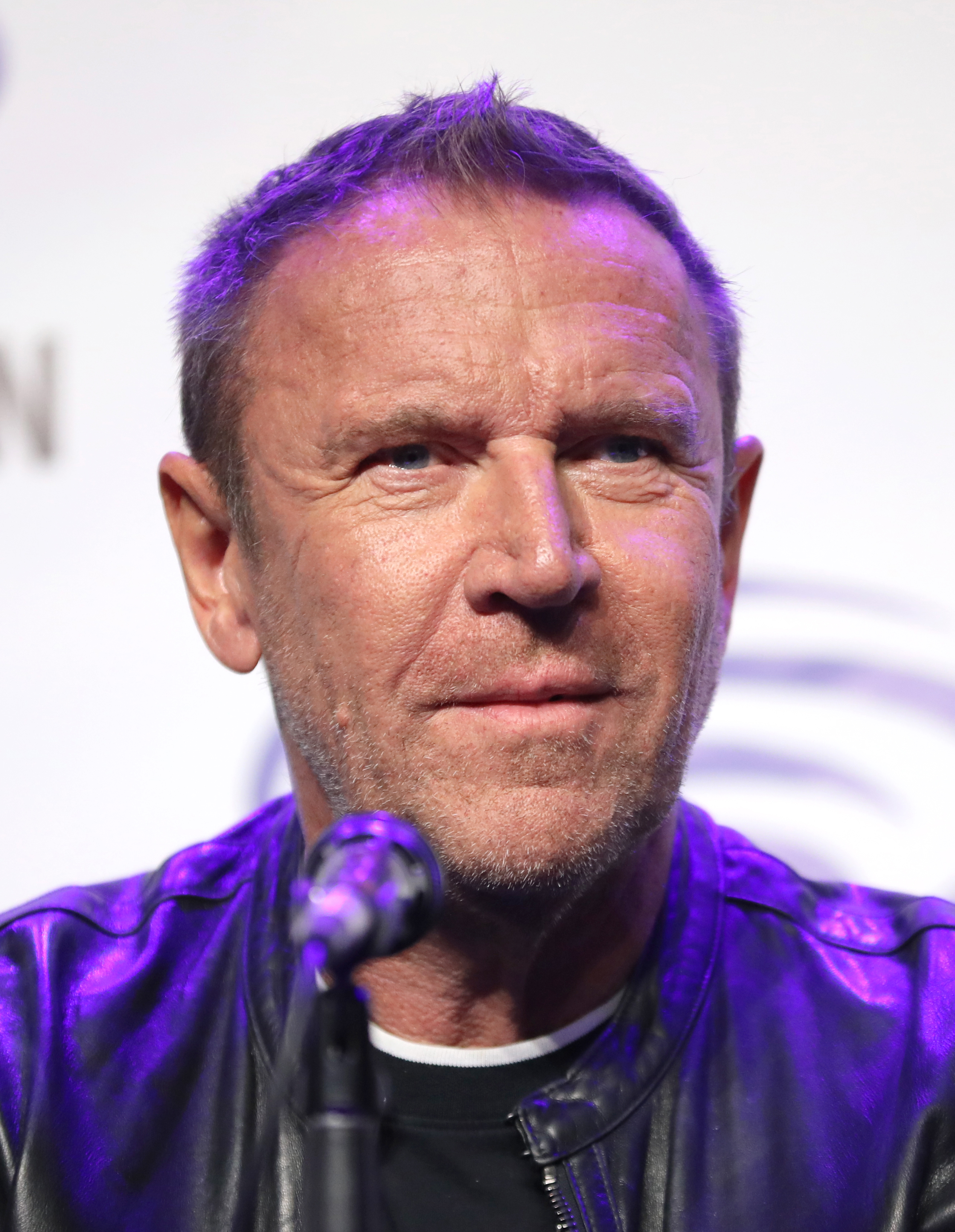
Renny Harlin (2024)

Renny Harlin; gebürtig Renny Lauri Mauritz Harjola (* 15. März 1959 in Riihimäki, Finnland) ist ein finnischer Filmregisseur und Filmproduzent.

## Leben
Renny Harlin wurde von seiner Mutter in frühester Jugend an das Kino herangeführt. Als Teenager konnte er die Dreharbeiten zu Don Siegels Agentenfilm Telefon in Finnland beobachten, was in ihm den Entschluss reifen ließ, eine Karriere als Regisseur zu verfolgen. Gegen den Willen seiner Eltern begann er ein Studium der Filmwissenschaften.
Ab 1980 setzte er als Regisseur erste Werbespots und Unternehmensfilme um. Im darauf folgenden Jahr arbeitete er als Kameraassistent bei Janne Kuusi sowie als Kameramann bei zwei Kurzfilmen. Zusammen mit dem Drehbuchautor Markus Selin verfasste er seinen ersten Spielfilm Born American über drei US-Amerikaner, die während eines Finnland-Urlaubs versehentlich die Grenze zur Sowjetunion übertreten und in Gefangenschaft geraten. Nachdem sie 25 Minuten gedreht hatten, ging Harlin und Selin das Geld aus. Erst mit Unterstützung eines amerikanischen Produzenten, der das erste Material gesichtet hatte, konnten sie den Dreh fortsetzen. Für die Hauptrolle verpflichteten sie Mike Norris. Obwohl der Film 1986 in Finnland zunächst wegen Gewaltverherrlichung auf dem Index stand, wurde Harlin durch diesen Film als Regisseur bekannt. Er zog daraufhin in die Vereinigten Staaten und drehte zunächst Low-Budget-Filme. Seinen Durchbruch hatte er mit der Horrorfilm-Fortsetzung Nightmare on Elm Street 4, welcher bei einem Budget von 13 Millionen über 45 Millionen US-Dollar einspielte. 20th Century Fox verpflichtete ihn daraufhin für Ford Fairlane – Rock ’n’ Roll Detective und kurz darauf auch für Stirb langsam 2. Während der erstgenannte Film zu einem Flop wurde, war Stirb langsam 2 ein Kassenerfolg.
Harlin war von 1993 bis 1998 mit der Schauspielerin Geena Davis verheiratet, die die Hauptrolle in zweien seiner Filme spielte: Die Piratenbraut und Tödliche Weihnachten. Beiden Filmen war kein großer Erfolg beschieden, Die Piratenbraut galt laut Guinness-Buch der Rekorde als größter kommerzieller Flop des Filmgeschäfts. Bei geschätzten Produktionskosten von etwa 100 Millionen US-Dollar spielte der Streifen mit knapp 10 Millionen US-Dollar nur ungefähr zehn Prozent der Ausgaben ein. Einen weiteren Tiefpunkt seiner Karriere erlebte Harlin 2001 mit Driven, der von der Kritik durchweg verrissen wurde, sechs Goldene-Himbeere-Nominierungen erhielt und bei einem Budget von 72 Millionen nur 32 Millionen US-Dollar einspielte.
Im Herbst 2009 führte Harlin Regie bei der georgisch-amerikanischen Koproduktion Georgia über den Kaukasus-Konflikt 2008. Ein weiteres länger geplantes Projekt, eine Filmbiografie des finnischen Präsidenten Carl Gustaf Emil Mannerheim, will Harlin in seiner finnischen Heimat realisieren.
Seit 2014 lebt und arbeitet Harlin in China. Sein erster chinesischer Film Skiptrace mit Jackie Chan und Johnny Knoxville in den Hauptrollen wurde im Juni 2016 auf dem Internationalen Filmfestival Shanghai uraufgeführt.
Markenzeichen Harlins sind dezente Hinweise auf seine finnische Heimat in seinen Werken, so ist in Cliffhanger ein Gleitschirm im Design der finnischen Flagge zu sehen, in Deep Blue Sea ein Zeitungsartikel über einen finnischen Formel-1-Fahrer und an der Bar ein finnischer Wodka und in Stirb langsam 2 hat die Filmmusik finnischen Bezug und es wurde eine Szene auf einem finnischen Marktplatz gedreht. In Zwölf Runden ist beim Unfall zu Beginn des Films an einer Mauer die finnische Flagge zu sehen, in Tödliche Weihnachten wird ebenfalls Wodka einer finnischen Marke getrunken und in Mindhunters ist es eine Wackelkopffigur mit einem finnischen Shirt.

## Filmografie (Auswahl)
Als Regisseur
- 1980: Huostaanotto (Kurzfilm)
- 1986: Born American
- 1987: Prison – Rückkehr aus der Hölle (Prison)
- 1988: Nightmare on Elm Street 4 (A Nightmare On Elm Street 4: The Dream Master)
- 1990: Ford Fairlane – Rock ’n’ Roll Detective (The Adventures of Ford Fairlane)
- 1990: Stirb langsam 2 (Die Hard 2)
- 1993: Cliffhanger – Nur die Starken überleben (Cliffhanger)
- 1995: Die Piratenbraut (Cutthroat Island)
- 1996: Tödliche Weihnachten (The Long Kiss Goodnight)
- 1999: Deep Blue Sea
- 2001: Driven
- 2004: Mindhunters
- 2004: Exorzist: Der Anfang (Exorcist: The Beginning)
- 2006: Der Pakt (The Covenant)
- 2007: Cleaner
- 2009: Zwölf Runden (12 Rounds)
- 2011: 5 Days of War
- 2011–2012: Burn Notice (Fernsehserie, 4 Episoden)
- 2012: White Collar (Fernsehserie, Episode 4x09)
- 2012: Covert Affairs (Fernsehserie, Episode 3x16)
- 2013: Graceland (Fernsehserie, 3 Episoden)
- 2013: Devil’s Pass (The Dyatlov Pass Incident)
- 2014: The Legend of Hercules
- 2016: Skiptrace (绝地逃亡)
- 2019: Bodies at Rest
- 2021: The Misfits – Die Meisterdiebe (The Misfits)
- 2024: The Bricklayer – Tödliche Geheimnisse (The Bricklayer)
- 2024: The Strangers: Chapter 1

Als Produzent
- 1991: Die Lust der schönen Rose (Rambling Rose)
- 1993: Cliffhanger – Nur die Starken überleben (Cliffhanger)
- 1994: Sprachlos (Speechless)
- 1995: Die Piratenbraut (Cutthroat Island)
- 1996: Tödliche Weihnachten (The Long Kiss Goodnight)
- 1999: Eve und der letzte Gentleman (Blast from the Past)
- 2001: Driven
- 2011: 5 Days of War
- 2013: Devil’s Pass (The Dyatlov Pass Incident)
- 2014: The Legend of Hercules

## Auszeichnungen
- 1991: Goldene-Himbeere-Nominierung für Ford Fairlane – Rock ’n’ Roll Detective
- 1996: Goldene-Himbeere-Nominierung für Die Piratenbraut
- 2002: Goldene-Himbeere-Nominierung für Driven
- 2005: Goldene-Himbeere-Nominierung für Exorzist: Der Anfang
- 2015: Goldene-Himbeere-Nominierung für The Legend of Hercules
- 2022: Goldene-Himbeere-Nominierung für The Misfits – Die Meisterdiebe